# Раад, Халил

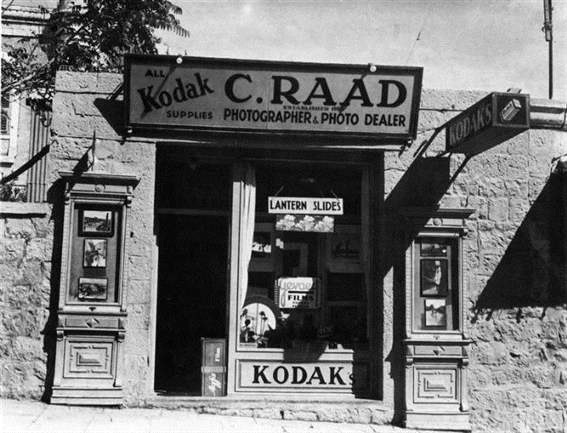
Магазин Халила Раада на Яффо-роуд в Иерусалиме.

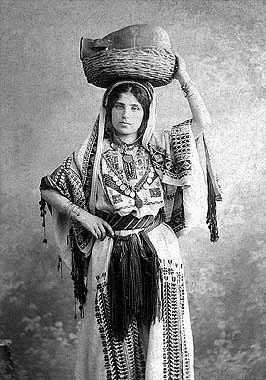
Фотография женщины в традиционном палестинском костюме, Халиль Раад, Рамалла, 1920 год.

Халил Раад (араб. خليل رعد‎, 1854—1957)— сирийско-ливанский арабский фотограф-христианин, "первый арабский фотограф Палестины ". Известен своими фотографиями палестинских пейзажей и людей конца XIX—начала XX века. Его работы включают более 1230 стеклянных пластин, десятки открыток и ещё неопубликованные фильмы, документирующие политические события и повседневную жизнь в Палестине, Сирии и Ливане на протяжении пятидесяти лет.

## Биография
Халил Раад родился в 1854 году в Бхамдуне, Ливан. Его отец, Анис, сбежал из родной деревни Сибнай после того, как перешёл в протестантизм из маронитской веры. Во время резни христиан в Сирии (1860 год), охватившей горные районы, отец Халила Раада был убит. После смерти отца мать Раада отвезла его и его сестру Сару в Иерусалим, где они проживали у родственников.
Первым учителем Халила Раада в фотографии был Гарабед Крикорян (см. фотографии), выпускник фотомастерской Иссайи Гарабедяна, Армянского Патриарха Иерусалима. Раад открыл свою собственную студию на Яффо-роуд, через дорогу от студии своего бывшего учителя в Иерусалиме в 1890 году, вступив с ним в прямую конкуренцию. После того, как сын Гарабеда Джон взял на себя управление студией своего отца в 1913 году и женился на племяннице Раада, Найле, известной как «невеста мира», две студии начали работать в партнёрстве.
Накануне Первой мировой войны Раад учился фотографии в Швейцарии у фотографа Келлера. В Швейцарии он познакомился со своей будущей женой, которая была ассистенткой Келлера.
Раад женился на гражданке Швейцарии, Анни Мюллер, в 1919 году. Молодая семья приехала в Палестину и поселилась в Талибии, тогдашней деревне недалеко от Иерусалима. Там Раад баллотировался на пост мэра и был избран.
В 1948 году его фотостудия была разрушена во время Войны за независимость Израиля, семья была вынуждена переехать: сначала на несколько месяцев в Хеврон, затем в деревню, где родился Раад, Бхамдун. Рут Раад, дочь Халила, рассказала, что её отец был другом Джамаля-паши, военного губернатора Сирии под властью Османской империи, он облегчил доступ Раада на египетско -палестинский фронт. Впоследствии, приглашенный жить в Греческом Православном Патриархате епископом Илиёй Карамом, Раад проживал там с конца 1948 года до своей смерти в 1957 году.

## Карьера в фотографии
Фотоработы Раада освещали политические события, повседневную жизнь и крупные археологические раскопки, проводимые в Палестине. Он документировал жизнь в Палестине, Сирии и Ливане на протяжении пятидесяти лет. Им было изготовлено более 1230 стеклянных пластин, которые были спасены из его студии во время арабо-израильской войны 1948 года его итальянским другом, который для этого несколько раз ночью пересекал нейтральную полосу. Также в архиве его студии находился ряд негативов, часть из которых ещё не напечатана. Весь архив был передан в дар Институту палестинских исследований, а многие фотографии были опубликованы в работе «Before Their Diaspora: A Photographic History of the Palestinians, 1876—1948» в Журнале палестинских исследований.
Коллекция открыток с подписью Раада хранится в Ближневосточном центре Оксфордского университета вместе с 40 гравюрами османских солдат Палестины времен Первой мировой войны.

## Критика
Критиковалось представление Раадом палестинских арабов с использованием библейских коннотаций, в рамках ориентализма, с характерным изображением Другого на западных открытках.
Учёные, которые поддерживали национальную борьбу Палестины, такие как Бадер Аль Хадж, Валид Халиди и Элиас Санбар, критиковали фотографии Халила Раада, показывающие жизнь в стране, заявив, что он помогает «сионистской» пропаганде. Они считали, что некоторые фотографии Раада имеют коннотации из Библии или Нового Завета. Однако Раад сначала фотографировал в коммерческих и туристических целях, для этого он адаптировался к моделям, которые казались стереотипными «колониальными», что явилось прямым следствием Священных Писаний христиан и евреев. За исключением нескольких политических митингов, фотограф не осветил в своих работах конфликт между арабами и евреями, произошедший в годы его активной фотографической деятельности.